# Reserva natural

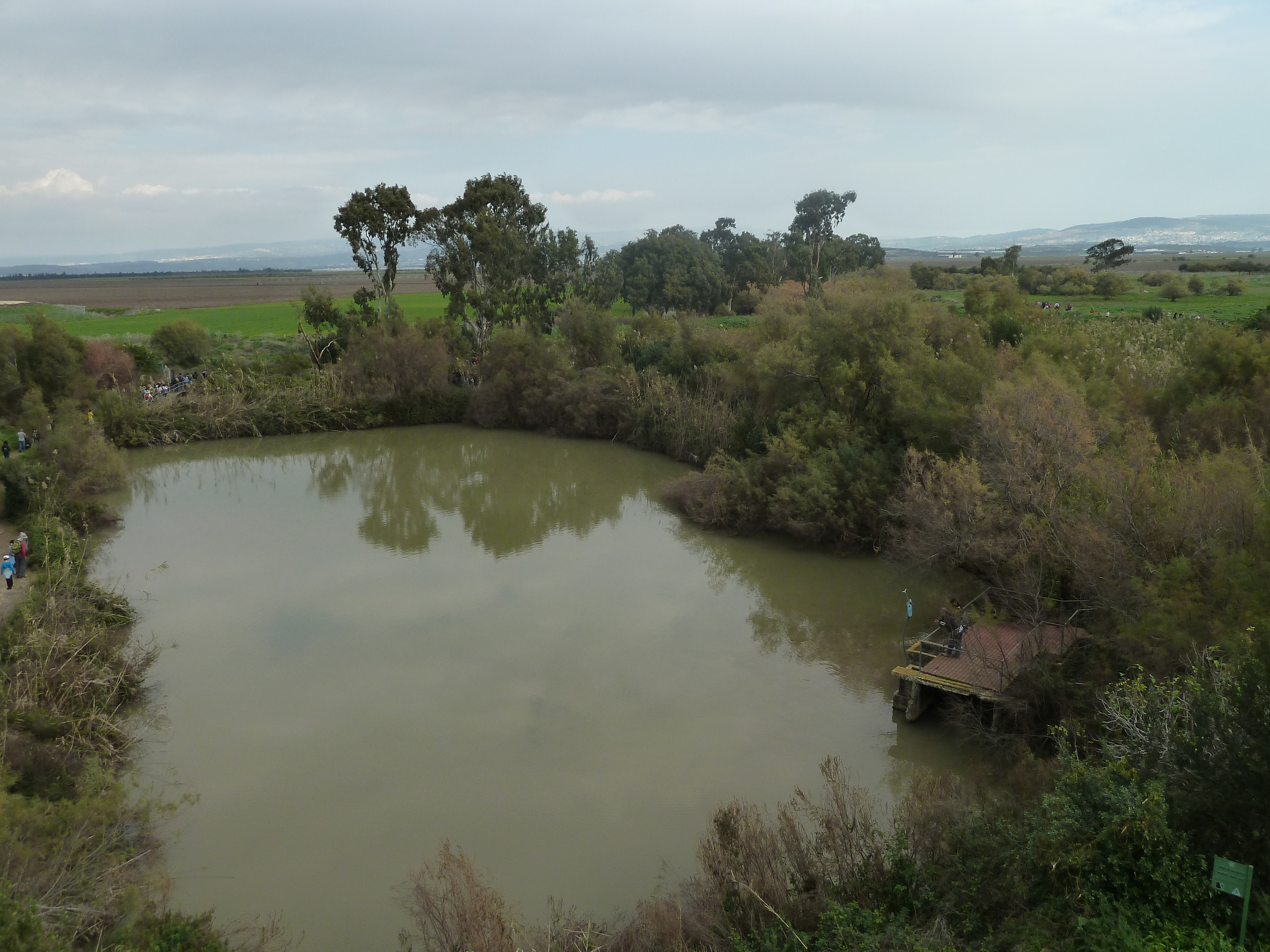
Reserva natural

Una reserva natural és un espai natural, normalment d'extensió reduïda, i de considerable interès científic creada per a preservar íntegrament el conjunt d'ecosistemes naturals que conté o alguna de les seves parts.
A Catalunya és una de les categories que preveu la llei d'espais naturals de 1985 (capítol IV) per a classificar els Espais Naturals de Protecció Especial (ENPE). No s'hi permeten activitats que directament o indirectament puguin perjudicar els valors naturals que van justificar la seva protecció.
La mateixa llei distingeix entre reserves integrals o parcials. la seva declaració s'atorga per llei o per decret, respectivament.
Les reserves integrals són una de les figures de màxima protecció, l'accés al seu interior està rigorosament controlat i no són objecte de programes d'ús públic. Normalment estan dins d'espais naturals protegits més grans (parcs nacionals, parcs naturals...) i la seva gestió es desenvolupa dins dels plans d'ús i gestió d'aquests espais.
Les reserves naturals parcials són una categoria de protecció menor: Alguns dels espais d'interès natural del PEIN que s'ha cregut que havien de gaudir d'una categoria d'espai natural de protecció especial (ENPE) s'han declarat amb aquesta categoria (com els espais naturals del Delta del Llobregat.
A aquestes dues categories de reserva natural creades per la Llei d'espais naturals caldria afegir la Reserva Natural de Fauna Salvatge, que apareix a l'article 31 de la Llei de Protecció dels Animals.